# NGC 1226
NGC 1226 je galaksija u zviježđu Perzej.

## Vanjske poveznice
- SEDS: NGC 1226